# Streptocarpus hirsutissimus
Streptocarpus hirsutissimus är en tvåhjärtbladig växtart som beskrevs av Eileen Adelaide Bruce. Streptocarpus hirsutissimus ingår i släktet Streptocarpus och familjen Gesneriaceae. Inga underarter finns listade i Catalogue of Life.